# Vatica micrantha
Vatica micrantha är en tvåhjärtbladig växtart som beskrevs av V. Slooten. Vatica micrantha ingår i släktet Vatica och familjen Dipterocarpaceae. Inga underarter finns listade i Catalogue of Life.